# Puszcza Niepołomicka

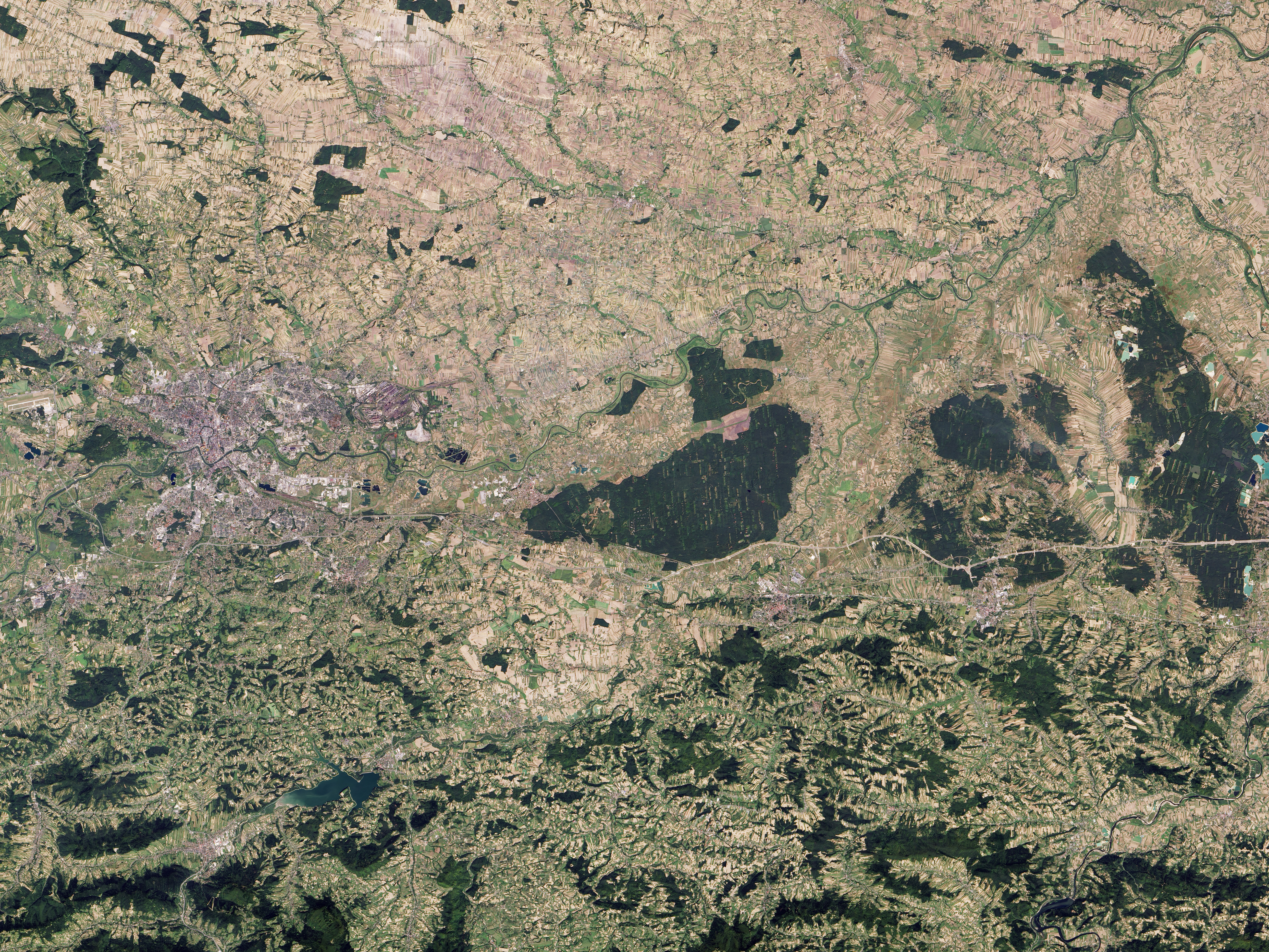
Puszcza Niepołomicka z satelity, Landsat 8, wrzesień 2013

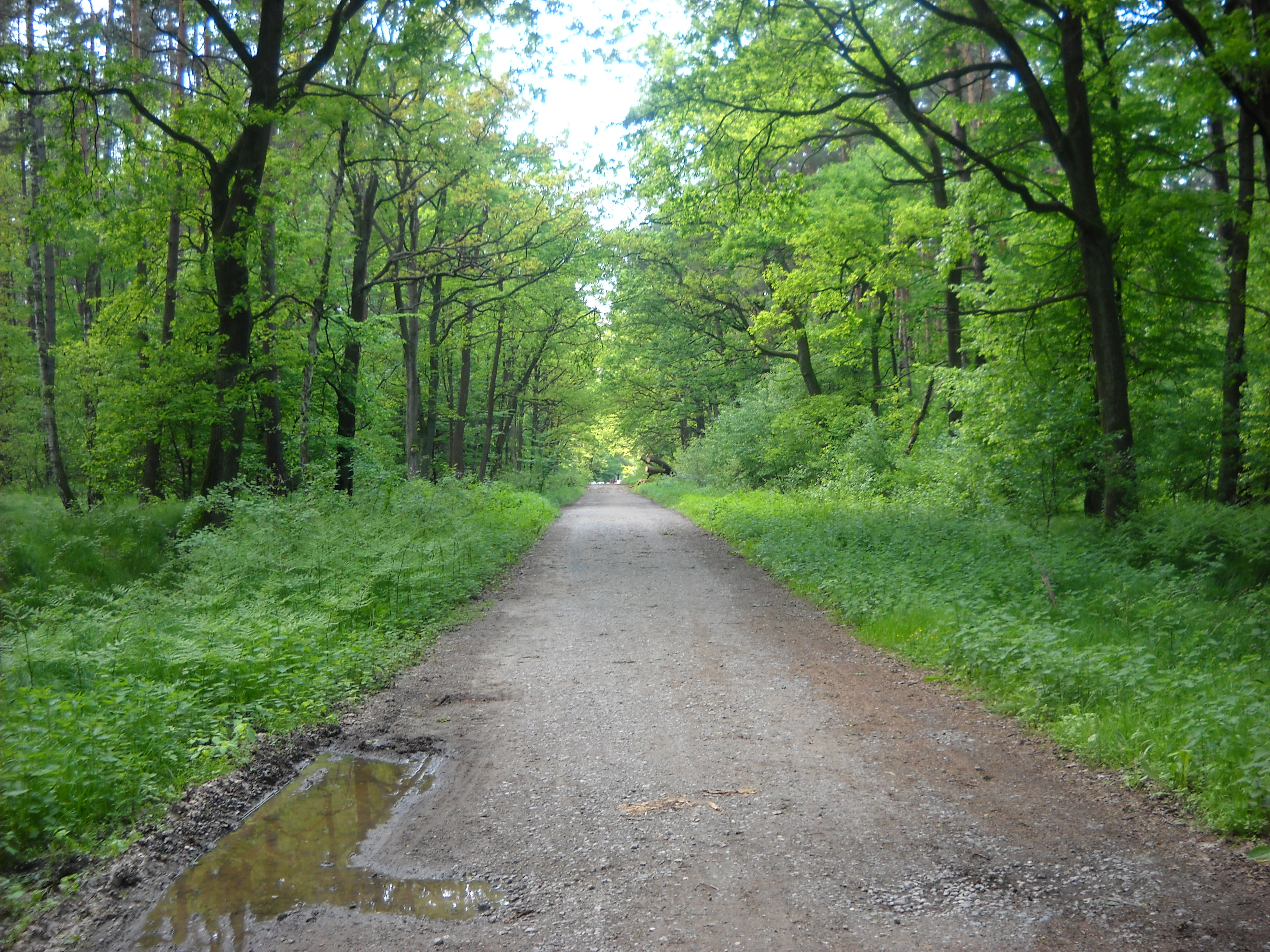
Krajobraz Puszczy Niepołomickiej, 23 maja 2010

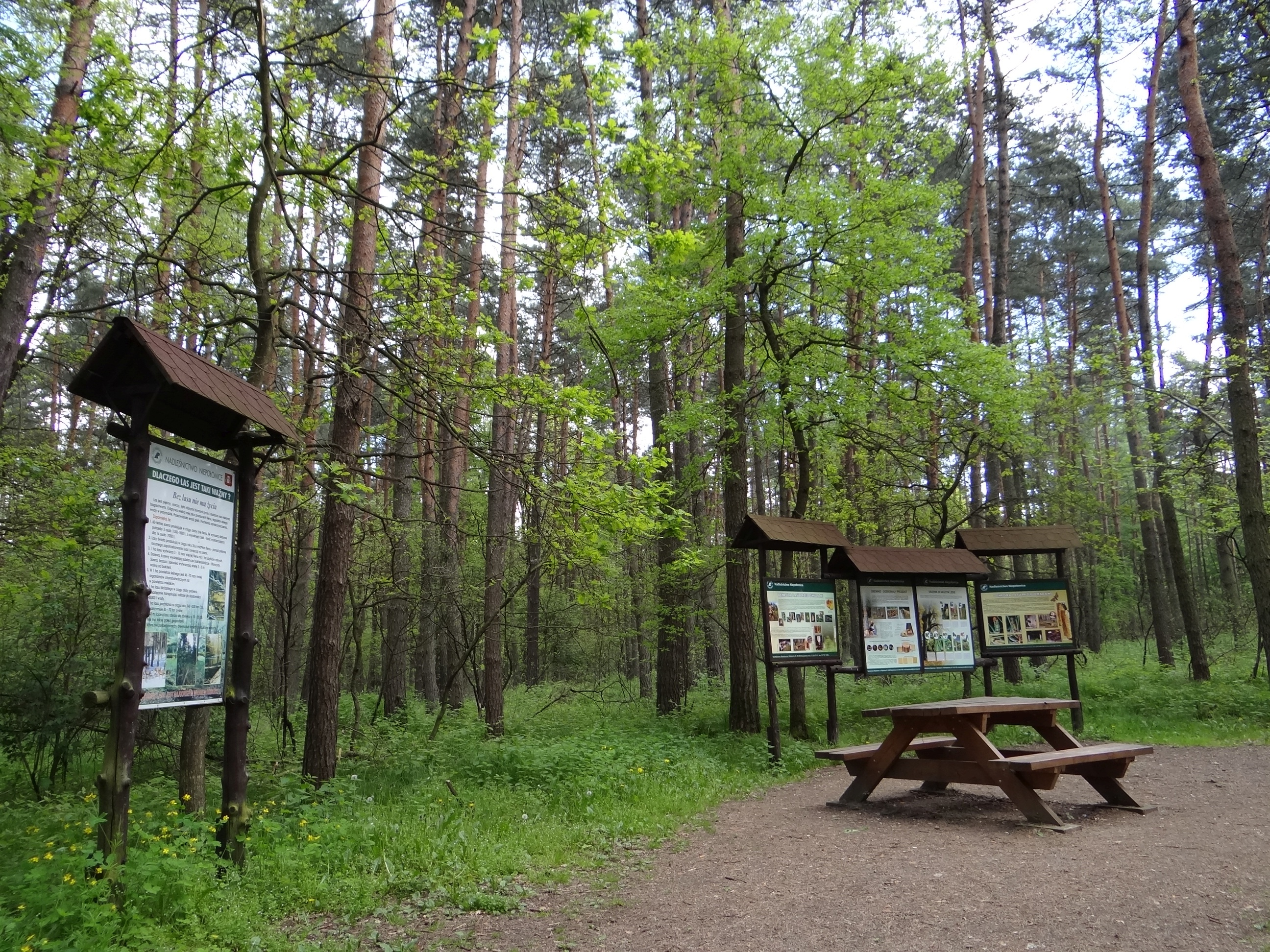
Miejsce rekreacyjne

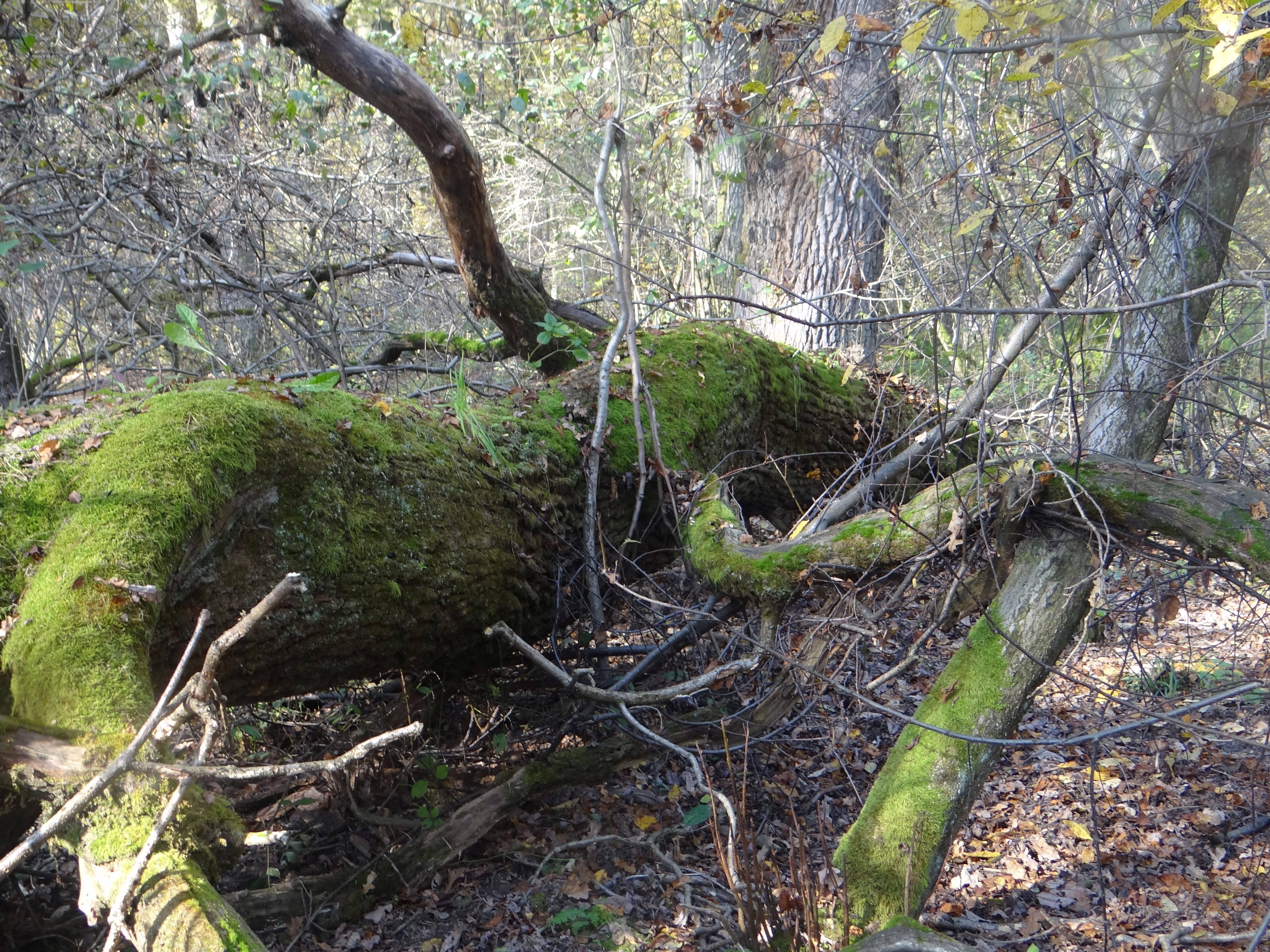
Rezerwat przyrody Dębina

Puszcza Niepołomicka – kompleks leśny znajdujący się w zachodniej części Kotliny Sandomierskiej, ok. 20 km na wschód od Krakowa. Zajmuje teren położony w widłach Wisły i Raby. Składa się z kilku oddzielnych kompleksów, niegdyś stanowiących jedną całość. Główny kompleks zajmuje powierzchnię ok. 110 km². Rozciąga się on między Niepołomicami, a Proszówkami, Baczkowem i Mikluszowicami. Lasami puszczy zarządza Nadleśnictwo Niepołomice.

## Etymologia
Nazwa Puszczy Niepołomickiej wywodzi się od staropolskiego słowa niepołomny, czyli niemożliwy do pokonania, zniszczenia, wytrzebienia. Przypuszcza się więc, że stąd właśnie pochodzi drugi człon nazwy puszczy. Zatem dawniej puszcza niepołomna byłaby lasem trudnym do wykarczowania, do zagospodarowania rolniczego, bardzo niedostępnym.

## Historia
Puszcza Niepołomicka była w przeszłości częścią wielkiego kompleksu leśnego, który rozciągał się od północnej Kotliny Sandomierskiej aż po dolinę Sanu. Ze względu na niewielką odległość puszczy od Krakowa od XIII do XVIII wieku była jednym z najpopularniejszych obszarów polowań władców Polski.
Pierwsza informacja o puszczy pochodzi z dokumentu z 1242 r., kiedy to nazywano ją Las Kłaj. W 1393 r. występuje pod nazwą Las Niepołomicki, a w 1441 r. użyto po raz pierwszy nazwy Puszcza Niepołomicka. Puszcza była własnością najpierw królów Polski (XIII – XVII w.), a po rozbiorach przeszła na własność skarbu państwa.
Drogą zwaną „królewską” udawali się na polowania w głąb puszczy najwięksi królowie. Polowano wtedy na grubą zwierzynę: niedźwiedzie, tury, żubry i inne. Puszcza też dostarczała drewna, a opiekę nad nią sprawowali wyznaczeni przez starostwo niepołomickie łowczy i leśniczy. Wykonane w 2021 roku badania dendrochronologicznych drewna dębowego konstrukcji ołtarza Wita Stwosza ustaliły, że 130-letnie dęby pochodziły z Puszczy Niepołomickiej i rosły w latach 1350–1472.
W czasie zaborów Austriacy wycięli stary drzewostan, sadząc na to miejsce szybko rosnący las sosnowy. Ogromne spustoszenia w drzewostanie puszczy poczynili również Niemcy, którzy drewno z puszczy wysyłali na fronty II wojny światowej. Okres II wojny światowej zaznaczył się walkami na tych terenach, najpierw żołnierzy września 1939 r., a potem oddziałów partyzanckich. Wojna pozostawiła też po sobie mogiły żołnierzy polskich oraz zamordowanych Żydów z Bochni i Niepołomic. Puszcza była miejscem masowych egzekucji dokonanych przez Niemców w czasie wojny. Miejsca te upamiętniono pomnikami i cmentarzami. W puszczy można znaleźć cmentarze wojenne, jeden z nich zlokalizowany jest „na Sitowcu”. Mieści on wspólną kwaterę z grobami żołnierzy i partyzantów poległych w latach 1939–1945. W Poszynie znajdują się mogiły polskich żołnierzy, którzy polegli 10 września 1939, gdy 5 Pułk Strzelców Podhalańskich został otoczony przez przeważające siły niemieckie.

### Polowania
Puszcza była jednym z ulubionych miejsc polowań polskich władców. Polowali w niej: Kazimierz Wielki, Władysław Jagiełło, Zygmunt I Stary, wraz z królową Boną, Zygmunt II August, Stefan Batory, Jan III Sobieski, August II Mocny. Jedne z najgłośniejszych łowów w puszczy niepołomickiej zorganizowano na polecenie Augusta II Mocnego. W czasie polowania w ciągu 3 dni król upolował: 3 łosie, 17 jeleni, 33 dziki, 85 saren, 13 wilków oraz mnóstwo lisów i zajęcy. W czasie polowania król August II spędził noc przy dębie, który później na tę pamiątkę ogrodzono drewnianym płotkiem. Na pniu przymocowano tabliczkę z informacją (w języku niemieckim) o niebywałym noclegu monarszym, a że miejsce stało się historyczne, pod tabliczką powieszono krzyżyk. Drzewo było stare, bo gdy 4 grudnia 1874 powstała na nim wielka czapa śniegu, zewnętrzna skorupa osłaniająca wewnętrzne próchno nie wytrzymała i tak przestała istnieć pamiątka po królewskim polowaniu sprzed półtora wieku.

## Fauna i flora

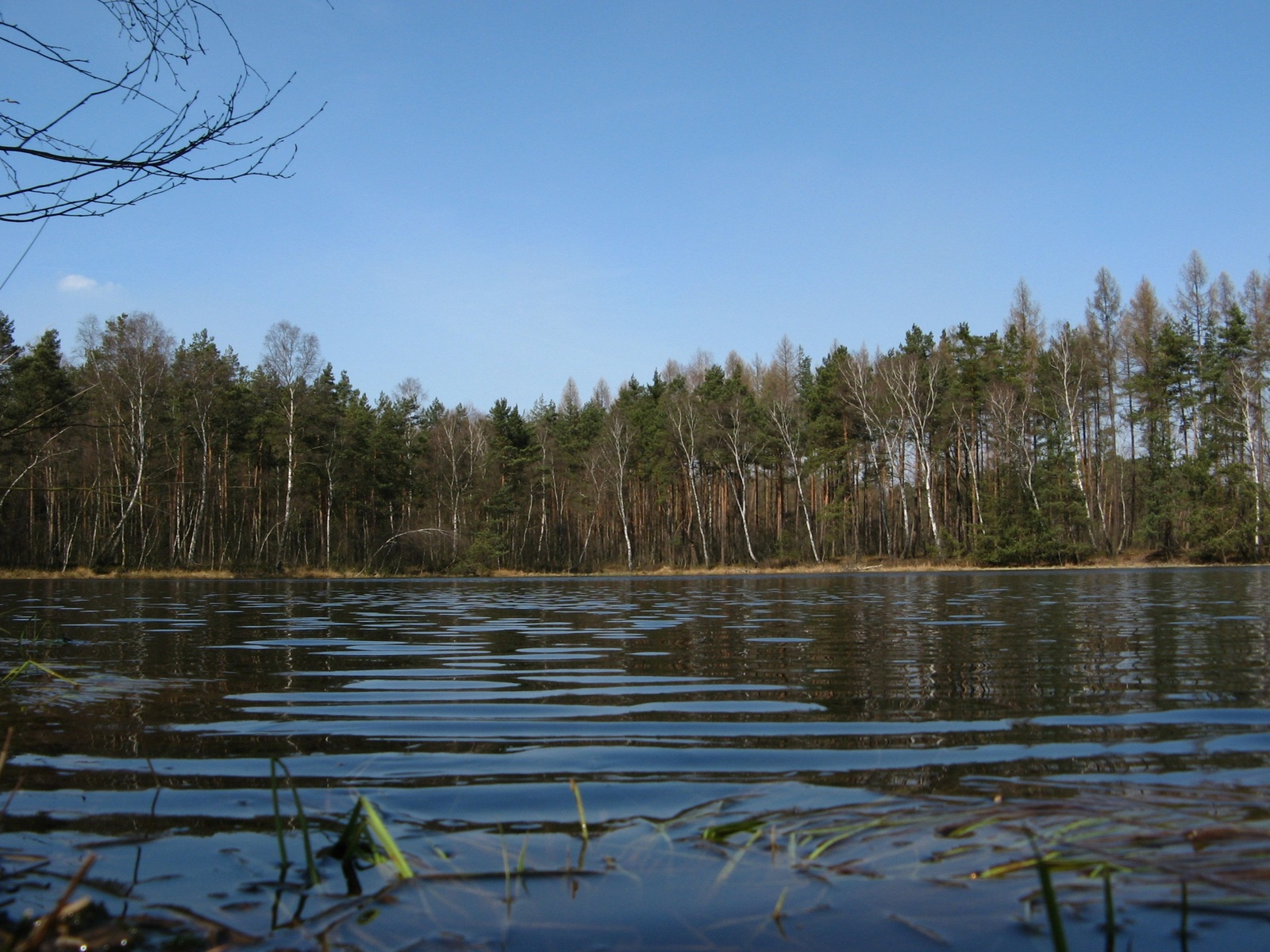
Czarny Staw

Pod względem siedliskowym Puszcza Niepołomicka składa się z dwu znacznie różniących się od siebie kompleksów:
- kompleks większy – tworzy właściwa puszcza, położona na południu, między rzeką Drwinką a linią kolejową z Krakowa do Bochni. Składa się ze wszystkich typów borów (mieszanego, sosnowego – świeżego i suchego, bagiennego – koło Baczkowa), olsów oraz małych fragmentów lasu liściastego. Lite bory sosnowe zajmują ponad 80% całego kompleksu, z bardzo małą domieszką brzozy pochodzenia naturalnego oraz dębu i olchy czarnej.

- kompleks mniejszy – obejmuje obszary, położone na północ od Drwinki, nad Wisłą. Jest to kompleks liściasty, częściowo rozwinięty na osuszonych starorzeczach. Występują: dąb, olcha, grab, brzoza, sosna, z niewielką domieszką: lipy, jesionu, wiązu, topoli i świerka.

Na torfowisku Błoto znajduje się najdalej na południowy zachód w Polsce wysunięte stanowisko brzozy niskiej. Do najciekawszych spośród występujących roślin bagiennych należy zaliczyć: modrzewicę zwyczajną, żurawinę błotną, wełniankę pochwowatą oraz częściowo chronione bagno zwyczajne. Rosną również ciekawe gatunki górskie, jak na przykład: przywrotnik prawie nagi, gęsiówka Hallera, przetacznik górski i drzewo – olcha szara.
W puszczy można spotkać ok. 170 gatunków kręgowców. Ze względu na panujące warunki przyrodnicze w Puszczy Niepołomickiej zachowało się wiele gatunków zwierząt o charakterze reliktowym. Najciekawsze z nich: gadożer, puszczyk uralski, pustułka, kobuz, bocian czarny. Bogactwu gatunkowemu sprzyjają rozległe, różnorodne tereny leśne, liczne podmokłe i bagniste łąki, sąsiedztwo gór i otwarte doliny sprzyjające migracji zwierząt. Spośród dużych ssaków w puszczy możemy spotkać sarny, jelenie, dziki. Czasem pojawia się wilk szary czy łoś.
Północna część puszczy jest szczególnie bogata w płazy, w okresie godowym na 1 hektar może przypadać nawet 2500 osobników ropuch zielonych i szarych, żab moczarowej, trawnej i rzekotki.
Na terenie puszczy prowadzona jest normalna gospodarka leśna. Na obrazie satelitarnym tego obszaru widoczne są jej skutki: mozaika młodników, zrębów i nielicznych starodrzewi.

## Rezerwaty
W puszczy znajduje się 6 rezerwatów przyrody zajmujących łącznie 94,43 ha:
- rezerwat przyrody Gibiel – największy: zajmuje powierzchnię 29,79 ha, stanowi obszar najbardziej przypominający pierwotną puszczę i cechuje się zróżnicowaną szatą roślinną.
- rezerwat przyrody Lipówka o powierzchni 25,73 ha; najcenniejszym elementem są prawie dwustuletnie drzewostany w postaci grądów i łęgów. Wiele rosnących tam lip, dębów i grabów uznane jest za pomniki przyrody.
- rezerwat przyrody Długosz Królewski, powołany dla ochrony paproci długosza królewskiego (Osmunda regalis), o powierzchni 24,14 ha, w pobliżu Stanisławic,
- rezerwat przyrody Dębina – starodrzew dębowy o powierzchni 12,66 ha,
- rezerwat przyrody Koło – zajmuje niewielką powierzchnię (3,49 ha); starodrzew grabowy z udziałem lipy
- rezerwat przyrody Wiślisko Kobyle – roślinność wodna, o łącznej powierzchni 6,67 ha.

W puszczy działa Ośrodek Hodowli Żubrów Nadleśnictwa Niepołomice.

## Poszyna
Miejsce, które zaważyło na losach Jagiellonów i Polski. Z powodu epidemii, jaka panowała w Krakowie w 1527, Zygmunt I Stary wraz z małżonką przybyli do Niepołomic. Czas umilano sobie polowaniami. Podczas jednego niedźwiedź zaatakował królową Bonę, która spadła z konia i poroniła; dziecku nadano imię Olbracht. Jego zwłoki złożono w kaplicy zamkowej. W miejscu wypadku król polecił zbudować kaplicę, która nie zachowała się. Najprawdopodobniej była drewniana i miała kształt domkowy. Po śmierci Zygmunta I Starego ołowianą trumienkę z prochami dziecka przeniesiono do sarkofagu ojca podczas pogrzebu w lipcu 1548 roku.

## Szlaki turystyczne
Liczne ścieżki leśne wykorzystywane są przez turystów pieszych i rowerzystów. W roku 2000 utworzono ścieżkę edukacyjną. Jest to ok. 4 km trasa spacerowa, przy której ustawiono tablice informujące o gatunkach występujących w Puszczy roślin i zwierząt. Z funduszy gmin Niepołomice i Kłaj oraz Nadleśnictwa Niepołomice zbudowano ścieżkę rowerową o długości 7 km.
ścieżka rowerowa Niepołomice – Szarów (7 km)
 Niepołomice – Droga Królewska – Poszyna (14 km)
 Stanisławice – w kierunku rezerwatu żubrów (sam rezerwat niedostępny dla turystów) (8 km)
 Podłęże – Przyborów – Sitowiec (część Woli Batorskiej) (12 km)
 Grodkowice – Błoto (przysiółek Dąbrowy) – Sitowiec (12 km)